# 塚田十一郎
塚田 十一郎（つかだ じゅういちろう、1904年〈明治37年〉2月9日 - 1997年〈平成9年〉5月23日）は、日本の弁護士、税理士、政治家。位階は正三位。
参議院議員（3期）、衆議院議員（8期）。郵政大臣（第5代）、新潟県知事（公選第5・6代）。

## 来歴・人物

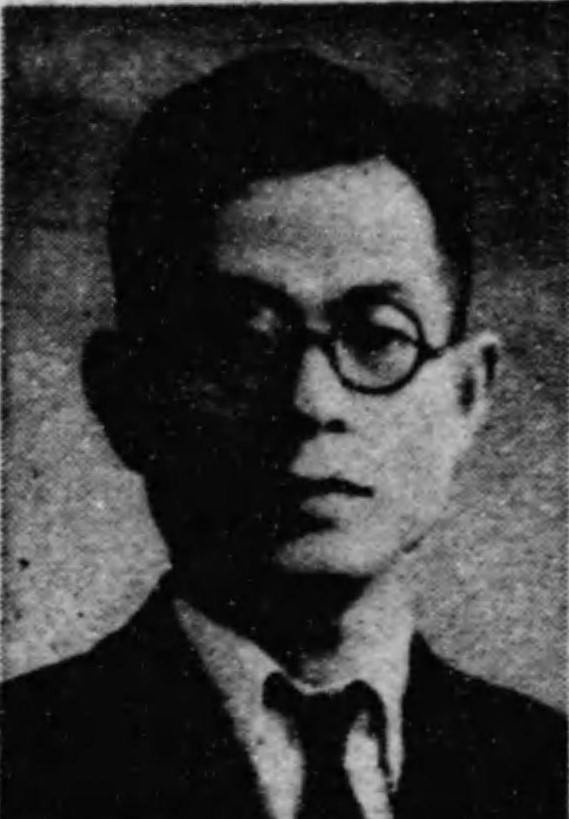
1948年

新潟県中頸城郡春日村（現在の新潟県上越市）出身。農業・塚田亀之助の六男。旧制新潟県立高田中学校（現在の同県立高田高等学校）、大連中学校を経て1928年（昭和3年）、東京商科大学（一橋大学の前身）を卒業。高等文官試験行政科、司法科に各合格。
昭和金融恐慌後の不況により就職活動は難航、やがて伝をたどって小橋一太（元文部大臣）の居候兼書生となる。1931年（昭和6年）、小橋の紹介により東京外国語学校の事務局に入る。生徒課の窓口業務を担当していた頃、社用による外国語原書の翻訳依頼に訪れていた鹿島組の鹿島守之助と知り合い、人物を認められる。その後助教授となり、民法などを講義していた。
長崎高商事務官に転じていた1938年（昭和13年）、鹿島守之助のスカウトにより鹿島組に入社。監査役を務めた。戦後間もない頃、ある人物の紹介で田中角栄に会って意気投合する。1946年（昭和21年）、第22回衆議院議員総選挙に日本自由党公認で旧新潟2区より出馬し、当選する。以後連続8回当選。
大蔵政務次官、衆議院予算委員長などを務め、1953年（昭和28年）5月、第5次吉田内閣にて郵政大臣兼自治庁長官兼行政管理庁長官として入閣を果たす。この時、吉田茂が塚田と灘尾弘吉の何れを入閣させるべきかと大野伴睦に相談した際、官僚嫌いの大野が灘尾入閣に強く反対して塚田を推したという一幕があり、これを機に大野派入りする。しかし大野側近の神田博と感情的な対立が生じ、大野とも距離が生じる。すると今度は旧緒方竹虎派の番頭格であった石井光次郎に接近し、石井を次期総理総裁候補として売り出すのに一役買った（「石井派」という言葉を初めて使ったのは塚田だといわれている）。その甲斐があってか、石井と石橋湛山との2位・3位連合が成功して石橋政権が発足すると、塚田は政務調査会長として党三役入りするが、あえなく2ヶ月で政権は瓦解。
1961年（昭和36年）、新潟県知事選に当選。1963年（昭和38年）に高度成長産業誘致を主眼とした「新潟県総合開発計画」を策定、新潟東港建設や、信濃川の関屋分水路事業を推進した。1965年（昭和40年）、再選されるが、自民党所属県会議員らへの贈賄（20万円中元事件）が発覚し、翌1966年（昭和41年）3月に辞任する。
その後再び国政の場に転身し、1968年（昭和43年）より3回参議院議員に当選した。1974年（昭和49年）、秋の叙勲で勲一等旭日大綬章受章。1982年（昭和57年）、後妻・常喜の事業失敗などで、20数億円の負債を抱える。1997年（平成9年）5月23日、腹膜炎のため東京都千代田区の病院で死去、93歳没。死没日をもって正三位に叙され、銀杯一組を賜った。

## 塚田県政
- 1961年（昭和36年）12月7日に第5代新潟県知事に就任した[13]。
- 1963年（昭和38年）には、高度成長期の産業誘致を主眼とした「新潟県総合開発計画」を策定し[14]、新潟東港の建設を着手し[15]、信濃川関屋分水路事業を県主導で推進した[16]。
- 1964年（昭和39年）6月の新潟地震に際しては、知事として陣頭指揮を執り、NHK報道特別番組「一夜明けた被災地新潟」に出演し、被災者支援と復興に尽力したとされる[17]。
- 1965年（昭和40年）の知事選挙後、自民党県会議員への現金20万円贈賄疑惑（20万円中元事件）が発覚し、県政が混乱した末、1966年（昭和41年）3月28日に辞任した[18]。

## 派閥活動
大野派に接近後、石井光次郎を次期総裁候補として擁立し、「石井派」という呼称を初めて用いたとされる。その功績により石橋湛山内閣発足時に自由民主党政務調査会長に就任し、党三役の一角を占めた。

## エピソード
- 趣味は読書、麻雀[1]。住所は新潟市旭町通二番町[6]。
- 1964年の新潟地震の時、塚田は東京に出張しており地震翌日にはNHKの報道特別番組「一夜明けた被災地新潟」と「被災地は訴える」に出演[20]。上越新幹線もない時代（開業はこの18年後の1982年）で長時間を掛けてやっとの思いで新潟入りした塚田は作業着のまま被災者が身を寄せる避難所へ向かい「こんなことになってしまって…ほんとうに…」とだけ言うと絶句し、やがてすすり泣いた。その姿にもらい泣きをした被災者も多かったという。
- 信濃川の関屋分水路開削工事を進めるために、関屋地区に在った旧新潟競馬場の廃止と豊栄町（当時。のちに豊栄市を経て現新潟市北区）への新築移転に関わった経緯もあり、事業完成後の競馬場跡地の一角に設置された関分公園に建立された「新潟競馬場跡の碑」の揮毫を行っている[21]。

## 家族・親族
塚田家
- 先妻 - 1966年死去[22]。
- 後妻・常喜 - 新潟県北部の山村出身[22]。上京してバーやクラブに勤めたのち新潟に戻ると、東京仕込みの洒落た会話や服の着こなしが、地元の政財界人に大いに受けた[22]。最盛期には9軒のバーやクラブを経営し、新潟市内の1等地にビルを建設[22]。さらには銀座のクラブにまで手を伸ばす[22]。そして、1961年に新潟県知事に当選した十一郎と、不倫関係になり、1963年には一郎（参議院議員）が生まれた[22]。当時はまだ十一郎には妻子がいた[22]。1966年に先妻が他界すると常喜は晴れて十一郎の正妻になった[22]。やがて常喜の水商売のほうも傾き、夫婦が抱えた借金は20億円にも膨らんだといわれた[6][22]。それ以後金に困った常喜は誰彼かまわず借金をするようになり「被害総額は1億円を超えるのではないか」と被害者の1人が話している[22]。
- 息子
  - 徹（元衆議院議員[4]、1934年 - ）
  - 一郎（衆議院議員、元参議院議員、十一郎の五男で[3]、母は十一郎の後妻・常喜、1963年 - ）